# Hermógenes (prefeito pretoriano)

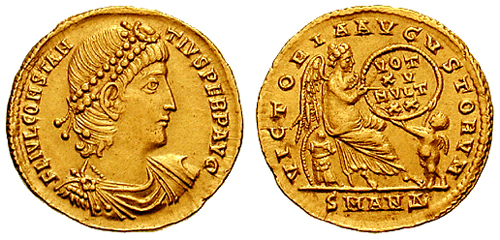
Soldo de r.

Hermógenes (em latim: Hermogenes) foi um oficial romano do século IV, ativo sob o imperador Constâncio II (r. 337–361). Nativo do Ponto, era talvez letrado e possuía interesse em estudos filosóficos. Aparece pela primeira vez em 358, quando foi nomeado prefeito pretoriano do Oriente em sucessão de Musoniano.
Durante seu mandato Hermógenes demitiu Nicêncio, favoreceu o sofista Libânio, que elogiou-o por seu governo ameno, e recebeu uma epístola do bispo Basílio de Ancira. Segundo Libânio, resignou seu mandato em 360, momento em que se reconciliaram após uma disputa, e segundo Amiano Marcelino ele faleceu em 361. Hermógenes foi sucedido por Helpídio.